# Wendel Meldrum
Wendy Anne Meldrum (15 de abril de 1959 - 27 de enero de 2021) fue una actriz canadiense, reconocida por sus papeles en las series de televisión Seinfield y The Wonder Years.

## Biografía
Meldrum apareció como invitada en varias series de televisión, largometrajes y telefilmes como Beautiful Dreamers (1990), Why Me? (1990), Diplomatic Immunity (1991) y The Divine Ryans (1999). Escribió el guion de la película independiente de 2005 Cruel But Necessary e interpretó el papel principal de Betty Munson en el filme.
Recibió múltiples nominaciones y premios por su interpretación de Anne Blecher en la serie de televisión canadiense Less Than Kind, que finalizó su ciclo de cuatro temporadas en HBO Canadá en 2013.
Falleció tras una corta enfermedad el 27 de enero de 2021.

## Filmografía

### Cine
| Año  | Título              | Papel             | Notas |
| ---- | ------------------- | ----------------- | ----- |
| 1984 | Vamping             | Rita              |       |
| 1990 | Why Me?             | Gatou Vardebedian |       |
| 1990 | Beautiful Dreamers  | Jessie Bucke      |       |
| 1991 | Diplomatic Immunity | Kim Dades         |       |
| 1999 | Blast from the Past | Ruth              |       |
| 1999 | The Divine Ryans    | Linda Ryan        |       |
| 2005 | Cruel but Necessary | Betty Munson      |       |
| 2005 | Partner(s)          | Sandy             |       |
| 2010 | Queen of the Lot    | Kylie             |       |

### Televisión
| Año       | Título                  | Papel                     | Notas            |
| --------- | ----------------------- | ------------------------- | ---------------- |
| 1984–85   | Knots Landing           | P.K. Kelly                | 8 episodios      |
| 1985      | Punky Brewster          | Heather                   | 1 episodio       |
| 1985      | American Playhouse      | Shelby Dischinger Everson | 1 episodio       |
| 1985      | Stark                   | Laura Stark               | Telefilme        |
| 1986      | Cagney & Lacey          | Susan                     | 1 episodio       |
| 1986      | Dallas: The Early Years | Honey                     | Telefilme        |
| 1987      | Family Ties             | Kathy Brady               | 1 episodio       |
| 1987      | I Married Dora          | Janet Farrell             | 1 episodio       |
| 1987–88   | Pursuit of Happiness    | Margaret Callahan         | Papel recurrente |
| 1988–91   | The Wonder Years        | Sra. White                | Papel recurrente |
| 1989      | Day by Day              | Carol Gilbert             | 1 episodio       |
| 1990      | E.N.G.                  | Jaz Taylor                | 1 episodio       |
| 1992      | Northern Exposure       | Amy Lochner               | 1 episodio       |
| 1992      | City Boy                | Olivia Pollard            | Telefilme        |
| 1993      | Picket Fences           | Wendy Hill                | 1 episodio       |
| 1993-98   | Seinfeld                | Leslie                    | 2 episodios      |
| 1994      | Hush Little Baby        | Susan Nolan               | Telefilme        |
| 1994      | Due South               | Leann Brighton            | 1 episodio       |
| 1994      | Sodbusters              | Lilac Gentry              | Telefilme        |
| 1994–95   | Side Effects            | Elisabeth Mercer          | 3 episodios      |
| 1995      | The Marshal             | Veronica Cole             | 1 episodio       |
| 1995      | Pig Sty                 | Dra. James                | 1 episodio       |
| 1995      | The Song Spinner        | Mona                      | Telefilme        |
| 1995      | The Commish             | Emily Daniels             | 2 episodios      |
| 1996      | The Pretender           | Dra. Lizabeth Drake       | 1 episodio       |
| 1997      | Promised Land           | Ellen                     | 1 episodio       |
| 1997      | Dad's Week Off          | Lew                       | Telefilme        |
| 1997      | Melanie Darrow          | Diane                     | Telefilme        |
| 1998      | Murder at 75 Birch      | Pat Todson                | Telefilme        |
| 1999      | The Outer Limits        | Renee Stuyvescent         | 1 episodio       |
| 2000      | First Wave              | Ann Berman                | 1 episodio       |
| 2001      | Strong Medicine         | Eleanor Vogel             | 1 episodio       |
| 2001      | NYPD Blue               | Lucy Gullickson           | 1 episodio       |
| 2003      | Bliss                   | Dra. Andrea Gibson        | 1 episodio       |
| 2008–2012 | Less Than Kind          | Anne Blecher              | Papel recurrente |
| 2012      | The Phantoms            | Linda Jordan              | Telefilme        |
| 2014      | Saving Hope             | Mimi                      | 1 episodio       |
| 2014      | Working the Engels      | Wanda                     | 1 episodio       |